# الإمام علي (مسلسل)
المسلسل التلفزيوني الإمام علي  أو بعنوانه الآخر شهيد الكوفة هو اسم لمسلسل من إخراج داود ميرباقري أعد في إذاعة وتلفزيون الجمهورية الإسلامية الإيرانية سنة (1996-1991) كما تم اعداد فيلم سينمائي منه ، وحسب مراسلين لهنرآونلاين أن المخرج تقدم إلى اللجنة المختصة من أجل الموافقة على المسلسل تحت عنوان  في العين شجا إشارة إلى الخطبة الشقشقية المعروفة عن علي بن أبي طالب في نهج البلاغة ،و في سنة 1991 بدأ التصوير بحضور 150 ممثل بأدوار بطولية وأكثر من 5 آلاف كمبارس بأدوار فرعية.

## الممثلون
- داريوش ارجمند بدور مالك الأشتر
- بهزاد فراهاني بدور معاوية بن أبي سفيان
- مهدي فتحي بدور عمرو بن العاص وعلي
- ويشكا آسايش بدور قطام[3]
- عباس اميري بدور ابو موسى الاشعري
- فرهاد اصلاني بدور يزيد

## الإعداد والأهمية
استغرق إعداد العمل ست سنوات تقريبا، ولكثرة الصعوبات والمعوقات التي واجهها مسير العمل حيث تم بثه في سنة 1997 من على شاشة الشبكة الأولى للتلفزيون الإيراني.
حظي هذا المسلسل بأهمية كبيرة في إيران حيث عد من أفضل المسلسلات المذهبية للتلفزيون الإيراني،

## الإنتقادات
- حظي المسلسل بانتقاذات بسبب احتواءه لمغالطات ومعلومات تواكب المنظور الشيعي المعادي لصحابة النبي.[بحاجة لمصدر]
- حظيت شخصية "قطام" على انتقاذات واسعة في إيران بسبب قلة المصادر على وجودها قبل أن يوافق الإمام علي خامنئي عليها.[4]

## وصلات خارجية
- الإمام علي على موقع IMDb (الإنجليزية)
- الإمام علي على موقع كينوبويسك (الروسية)
- الإمام علي على موقع قاعدة بيانات الفيلم (الإنجليزية)

- مسلسل "الإمام علي (ع) و"المتستر" من الليلة عبر آي فيلم
- موسيقى أفلام ومسلسلات إيرانية